# Dark Pattern
Ein Dark Pattern ist ein Benutzerschnittstellen-Design, das darauf ausgelegt ist, den Benutzer zu Handlungen zu verleiten, die dessen Interessen entgegenlaufen. Dark Patterns gehören zu den Antimustern, werden jedoch oft bewusst eingesetzt.
Hinter Dark Patterns steht die Erkenntnis, dass der Kauf eines Produktes nicht nur von rationalen Faktoren abhängig ist, sondern vor allem auch durch die emotionale oder konditionierte Reaktion des Benutzers. Zudem lassen sich Dark Patterns auch aus Sicht der Verhaltensökonomie beschreiben: Danach handelt es sich um „Designs, die Verhaltensanomalien ausnutzen und den Nutzer so zu einem für ihn nachteiligen Verhalten steuern“. Dark Patterns stehen hierbei oft in einer rechtlichen Grauzone und sind zum Teil – abhängig von der jeweiligen Gesetzgebung – im Interesse des Konsumentenschutzes gesetzlich verboten.
Der Begriff „Dark Pattern“ wurde vom Usability-Experten und Webdesigner Harry Brignull geprägt. Im November 2019 beschrieb das Büro für Technikfolgenabschätzung beim Deutschen Bundestag Dark Patterns als „unethisch, mitunter unlauter und ggf. betrügerisch“. Laut der Stiftung Neue Verantwortung haben Dark Patterns Auswirkungen auf Privatsphäre, Verbraucherschutz, Plattformregulierung, Wettbewerbspolitik und Jugendschutz.

## Einsatz
Die norwegische Verbraucherschutzorganisation beschreibt 2018 im Bericht Deceived by design den Einsatz von Dark Patterns durch Google, Facebook und Microsoft. Auch das Kündigen einer Amazon-Prime-Mitgliedschaft wird durch Dark Patterns erschwert. Temu nutzt Dark Patterns für Hinweise während des Bestellvorgangs. Spiele auf Smartphones, wie z. B. Roblox, Fortnite, Clash of Clans, Monopoly Go und Subway Surfers, nutzen bzw. nutzten Dark Patterns.
Eine 2022 publizierte Studie der Europäischen Kommission zeigt auf, dass 97 % der in der EU populärsten Websites mindestens ein Dark Pattern einsetzen. Einer Studie von Netzpolitik.org zufolge verwenden 77 der 100 meistbesuchten Webseiten Deutschlands irreführende Buttons.
Die Regulierung von Dark Patterns stellt eine in rechtlicher Hinsicht große Herausforderung dar, da es sich um teilweise sehr schnelllebige und personalisierte Phänomene handelt, die an der Schwelle zwischen zulässiger (werblicher) Ansprache und verbotener Nötigung bzw. Täuschung stehen. Damit werden insbesondere Fragen des Datenschutzrechts, des Lauterkeitsrechts sowie des Verbraucherrechts tangiert. Die EU plant mit dem Digital Services Act, zumindest bei großen Plattformen, die Praktiken erheblich einzuschränken oder ganz zu verbieten.

## Beispiele für Dark Patterns
Bait and Switch
Bei Bait and Switch (etwa „ködern und wechseln“) versucht der Benutzer eine Aktion auszuführen, wobei jedoch eine andere – nicht zu erwartende – Aktion ausgeführt wird.
Disguised Ads
Bei Disguised Ads („getarnte Werbung“) wird Werbung als Inhalt der Seite oder der Navigationsführung ausgegeben, um den Benutzer dazu zu bringen auf diese zu klicken.
Cookie consent tricking
Ein im Zusammenhang mit dem Einholen der Nutzerzustimmung angewendetes Design, das ein Ablehnen des Trackings durch Cookies unwahrscheinlicher macht. Hierzu wird beispielsweise die Schaltfläche für die weniger datenschutzfreundliche Auswahl mit einer Hintergrundfarbe versehen, wohingegen die datenschutzfreundlichere Auswahl unauffällig gestaltet ist.
Faraway Bill
Eine Faraway Bill (etwa „weit entfernte Rechnung“) ist eine Rechnung, die nur online einsehbar ist. Der Benutzer kann auf unerwartete Rechnungen nicht reagieren, da er diese aufgrund eines fehlenden physischen Belegs vergisst oder aufgrund komplizierter Menüführung nicht findet.
Forced Continuity
Eine Forced Continuity („erzwungene Kontinuität“) liegt vor, wenn sich ein zeitlich begrenztes (kostenloses) Abonnement – für das der Benutzer seine Zahlungsdaten eingeben muss – automatisch verlängert. Hierbei wird dem Benutzer keine Erinnerung zugestellt, dass sich das Abonnement verlängert, oder kein einfacher Weg bereitgestellt, das Abo zu kündigen.
Forced Disclosure
Bei einer Forced Disclosure („erzwungene Offenlegung“) wird der Benutzer dazu gebracht, für ein kostenloses oder günstiges Angebot persönliche Informationen preiszugeben, die für die eigentliche Transaktion nicht benötigt werden. Die Daten können dann etwa für Werbezwecke an Drittanbieter verkauft werden.
Friend Spam
Bei Friend Spam („Freunde-Spam“) wird der Benutzer unter einem Vorwand nach seinen Zugangsdaten (mit dem Passwort-Antimuster oder OAuth) für seinen E-Mail-Account oder eine Soziale Netzwerk-Plattform gefragt. Die Plattform, welche die Zugangsdaten erhält, bekommt dadurch die Möglichkeit, Spam im Namen des Benutzers an dessen Kontakte zu senden.
Hidden Costs
Hidden Costs („versteckte Kosten“) sind Kosten, die erst im letzten Schritt der Bestellung angezeigt werden. Hierzu gehören Lieferkosten, Steuern und Ähnliches.
Misdirection
Bei einer Misdirection („Fehlleitung“) wird die Aufmerksamkeit des Benutzers von einem Inhalt auf einen anderen gelenkt.
Price Comparison Prevention
Bei einer Price Comparison Prevention („Preisvergleichsverhinderung“) wird der Preis eines Produktes versteckt, um einen effektiven Preisvergleich von Produkten zu verhindern.
Privacy Zuckering
Das Privacy Zuckering bezeichnet für den Benutzer verwirrende Privatsphäre-Einstellungen. Sie sorgen dafür, dass Benutzer mehr persönliche Informationen preisgeben, als sie wollen. Die Electronic Frontier Foundation (EFF) prägte den Begriff als Kritik an Facebook-CEO Mark Zuckerberg.
Zur KI-Modellentwicklung Mitte 2024 kündigte Meta Platforms Pläne an, Nutzerdaten von Facebook und Instagram zu verwenden, um seine KI-Technologien, einschließlich generativer KI-Systeme, zu trainieren. Diese Initiative umfasste die Verarbeitung von Daten aus öffentlichen und nicht öffentlichen Beiträgen, Interaktionen und sogar verlassenen Konten. Nutzer hatten bis zum 26. Juni 2024 Zeit, der Datenverarbeitung zu widersprechen. Kritiker wiesen jedoch darauf hin, dass der Prozess mit zahlreichen Hürden verbunden war, darunter irreführende E-Mail-Benachrichtigungen, Weiterleitungen zu Anmeldeseiten und schwer auffindbare Opt-out-Formulare. Selbst wenn Nutzer die Formulare fanden, wurden sie aufgefordert, einen Grund für ihre Ablehnung anzugeben, obwohl die Richtlinie von Meta festlegte, dass jeder Grund akzeptiert werde – was Fragen über die Notwendigkeit dieses zusätzlichen Schritts aufwarf.  Das Europäische Zentrum für digitale Rechte (Noyb) reagierte auf die umstrittenen Praktiken von Meta, indem es in 11 EU-Ländern Beschwerden einreichte. Noyb argumentierte, dass Metas Einsatz von "Dark Patterns" die Zustimmung der Nutzer untergrabe und damit gegen die Datenschutz-Grundverordnung (DSGVO) verstoße. Diese Beschwerden betonten, dass Metas hinderlicher Opt-out-Prozess versteckte Formulare, Weiterleitungsmechanismen und unnötige Anforderungen wie die Angabe eines Ablehnungsgrunds umfasste – Taktiken, die als "Dark Patterns" bezeichnet werden und gezielt darauf abzielen, Nutzer vom Opt-out abzuhalten. Zudem räumte Meta ein, dass es nicht garantieren könne, dass Daten von Nutzern, die sich abgemeldet hatten, vollständig aus den Trainingsdatensätzen ausgeschlossen würden, was zusätzliche Bedenken hinsichtlich des Datenschutzes und der Einhaltung von Vorschriften aufwarf.  Angesichts des wachsenden regulatorischen und öffentlichen Drucks griff die irische Datenschutzkommission (DPC) ein, was dazu führte, dass Meta seine Pläne zur Verarbeitung von Daten von Nutzern aus der EU/EWR für die KI-Entwicklung aussetzte. Diese Entscheidung war zwar bedeutend, führte jedoch nicht zu einer rechtlich bindenden Änderung der Datenschutzrichtlinie von Meta, sodass Fragen zu Metas langfristigem Engagement für die Einhaltung der EU-Datenschutzrechte offen blieben. Außerhalb der EU setzte Meta die Aktualisierung seiner Datenschutzrichtlinie wie geplant am 26. Juni 2024 um, was Kritiker dazu veranlasste, vor den globalen Auswirkungen solcher Praktiken zu warnen.  Dieser Vorfall verdeutlichte das weit verbreitete Problem von "Dark Patterns" in den Datenschutzeinstellungen und die Herausforderungen, große Technologieunternehmen für ihre Datenpraktiken zur Rechenschaft zu ziehen. Interessenvertretungen forderten stärkere regulatorische Rahmenbedingungen, um irreführende Taktiken zu verhindern und sicherzustellen, dass Nutzer eine sinnvolle Kontrolle über ihre persönlichen Daten ausüben können.
Roach Motel (Obstruction)
Ein Roach Motel („Schaben-Motel“) macht es einem Benutzer leicht, in eine bestimmte Situation zu kommen, aber schwer, sie wieder zu verlassen, falls sie nicht gewünscht ist.
Road Block
Ein Road Block („Straßenblockade“) ist ein Objekt oder ein Vorgang, der den Benutzer daran hindert, eine bestimmte Aufgabe zu beenden.
Scareware
Scareware gaukelt eine Gefahr oder fehlende Sicherheit vor, damit bestimmte Aktionen („Sicherheitsupdates“) durchgeführt werden, die mindestens teilweise nicht der Sicherheit, sondern der Manipulation des Systemverhaltens, der Kundenbindung oder zu Marketingzwecken durchgeführt werden.
Sneak into Basket
Bei Sneak into Basket („in den Warenkorb schleichen“) möchte der Benutzer nur ein bestimmtes Produkt kaufen. Die Applikation legt ihm jedoch weitere Produkte in den Warenkorb, meist aufgrund einer nicht abgewählten Opt-out-Möglichkeit.
Trick Questions
Trick Questions („Trickfragen“) bringen Benutzer dazu, eine Frage anders zu beantworten als bei genauem Lesen. Dieses Muster basiert darauf, dass Benutzer den Text nicht genau lesen, sondern nur „scannen“.

## Gegenmaßnahmen
Die Europäische Kommission kündigte 2020 in ihrer Verbraucheragenda an, sich für bessere Verbraucherrechte einzusetzen. Dies beinhaltet Maßnahmen gegen Dark Patterns. 2022 veröffentlichte der Europäische Datenschutzausschuss Leitlinien zur Erkennung und Vermeidung von Dark Patterns. Mit dem 2023 erlassenen Digital Services Act hat die EU „sehr großen Online-Plattformen“ die Nutzung von Dark Patterns verboten; laut Verbraucherzentrale Bundesverband (VZBV) nutzen diese allerdings weiterhin Dark Patterns. Der VZBV sieht auch Verletzungen des Digital Markets Act.